# Comuna Kristinehamn
Kristinehamn (Kristinehamns kommun) este o comună din comitatul Värmlands län, Suedia, cu o populație de 23.949 locuitori (2013).

## Geografie

### Zone urbane
Lista celor mai mari zone urbane din comună (anul 2015) conform Biroului Central de Statistică al Suediei:
| Nr | Zona urbană  | Pop.   |
| -- | ------------ | ------ |
| 1  | Kristinehamn | 18.557 |
| 2  | Björneborg   | 1.237  |
| 3  | Bäckhammar   | 296    |
| 4  | Ölme         | 218    |

## Demografie
| \| Evoluția demografică în comuna Kristinehamn, 1970–2015 \| Evoluția demografică în comuna Kristinehamn, 1970–2015 \| Evoluția demografică în comuna Kristinehamn, 1970–2015 \| Evoluția demografică în comuna Kristinehamn, 1970–2015 \| Evoluția demografică în comuna Kristinehamn, 1970–2015 \| \| ----------------------------------------------------------------------------------------------------- \| ------------------------------------------------------ \| ------------------------------------------------------ \| ------------------------------------------------------ \| ------------------------------------------------------ \| \| An \| \| \| Locuitori \| \| \| 1970 \| 1970 \| \| 27851 \| 27851 \| \| 1975 \| 1975 \| \| 27811 \| 27811 \| \| 1980 \| 1980 \| \| 26977 \| 26977 \| \| 1985 \| 1985 \| \| 26107 \| 26107 \| \| 1990 \| 1990 \| \| 25865 \| 25865 \| \| 1995 \| 1995 \| \| 25738 \| 25738 \| \| 2000 \| 2000 \| \| 24297 \| 24297 \| \| 2005 \| 2005 \| \| 23899 \| 23899 \| \| 2010 \| 2010 \| \| 23808 \| 23808 \| \| 2015 \| 2015 \| \| 24270 \| 24270 \| \| Sursa: SCB - Statistika Centralbyrån, Folkmängd efter region, civilstånd, ålder och kön. År 1968–2016 \| \| \| \| \| |      |  |           |       |
| Evoluția demografică în comuna Kristinehamn, 1970–2015 |      |  |           |       |
| An |      |  | Locuitori |       |
| 1970 | 1970 |  | 27851     | 27851 |
| 1975 | 1975 |  | 27811     | 27811 |
| 1980 | 1980 |  | 26977     | 26977 |
| 1985 | 1985 |  | 26107     | 26107 |
| 1990 | 1990 |  | 25865     | 25865 |
| 1995 | 1995 |  | 25738     | 25738 |
| 2000 | 2000 |  | 24297     | 24297 |
| 2005 | 2005 |  | 23899     | 23899 |
| 2010 | 2010 |  | 23808     | 23808 |
| 2015 | 2015 |  | 24270     | 24270 |
| Sursa: SCB - Statistika Centralbyrån, Folkmängd efter region, civilstånd, ålder och kön. År 1968–2016 |      |  |           |       |